# Madeleine Lassère
Madeleine Lassère (* 1939) ist eine französische Schriftstellerin und emeritierte Dozentin für Geschichte.

## Leben
Seit ihrer Emeritierung widmet sich Lassère ausschließlich ihren literarischen Werken, wobei hier ein deutlicher Schwerpunkt auf Biographien bzw. biographischen Romanen liegt.

## Ehrungen
- 2002 Prix Claude-Farrère für ihren Roman Moreau ou la gloire perdue

## Werke (Auswahl)
Biographien
- Delphine de Girardin. Journaliste et femme de lettres au temps du romanticisme. Perrin, Paris 2003, ISBN 2-262-01885-5.
- Louise, reine des Belges. 1812–1850. Perrin, Paris 2006, ISBN 2-262-02366-2.
- Moi, Eugénie de Coucy. Maréchale Oudinot, duchesse de Reggio. Perrin, Paris 2000, ISBN 2-262-01693-3.
- Victorine Monniot ou L'education des jeunes filles au XIXe. Entre exotisme et catholicisme de combat. L'Harmattan, Paris 1999, ISBN 2-7384-7582-5.
- Montalembert. Dieu, l'amour et la liberté. L'Harmattan, Paris 2009, ISBN 978-2-296-07745-4.

Romane
- Le portrait double Julie Candeille et Girodet. L'Harmattan, Paris 2005, ISBN 2-7475-9204-9.
- Moreau ou la gloire perdue. Roman. L'Harmattan, Paris 2002, ISBN 2-7475-2589-9.

Sachbücher
- Petite histoire de Bordeaux. Loubatière, Portet-sur-Garonne 1988, OCLC 462196151.
- Villes et cimetières en France de L'ancien régime à nos jours. L'Harmattan, Paris 1997, ISBN 2-7384-5697-9.
- Histoire. CM. Belin, Paris 1987, ISBN 2-7011-1076-9 (zusammen mit François Bon und Huguette Lacoste).

| Personendaten    | Personendaten                                                         |
| ---------------- | --------------------------------------------------------------------- |
| NAME             | Lassère, Madeleine                                                    |
| KURZBESCHREIBUNG | französische Schriftstellerin und emeritierte Dozentin für Geschichte |
| GEBURTSDATUM     | 1939                                                                  |